# نبرد بئر حکیم
نبرد بیر حکیم نبردی است در طی نبرد غزاله در جنگ جهانی دوم که در تاریخ ۲۶ می سال ۱۹۴۲ شروع شد و در تاریخ ۲۱ ژوئن سال ۱۹۴۲ با پیروزی تاکتیکی آلمان نازی و پیروزی استراتژیکی انگلستان به پایان رسید.